# Wilhelm von Cronberg

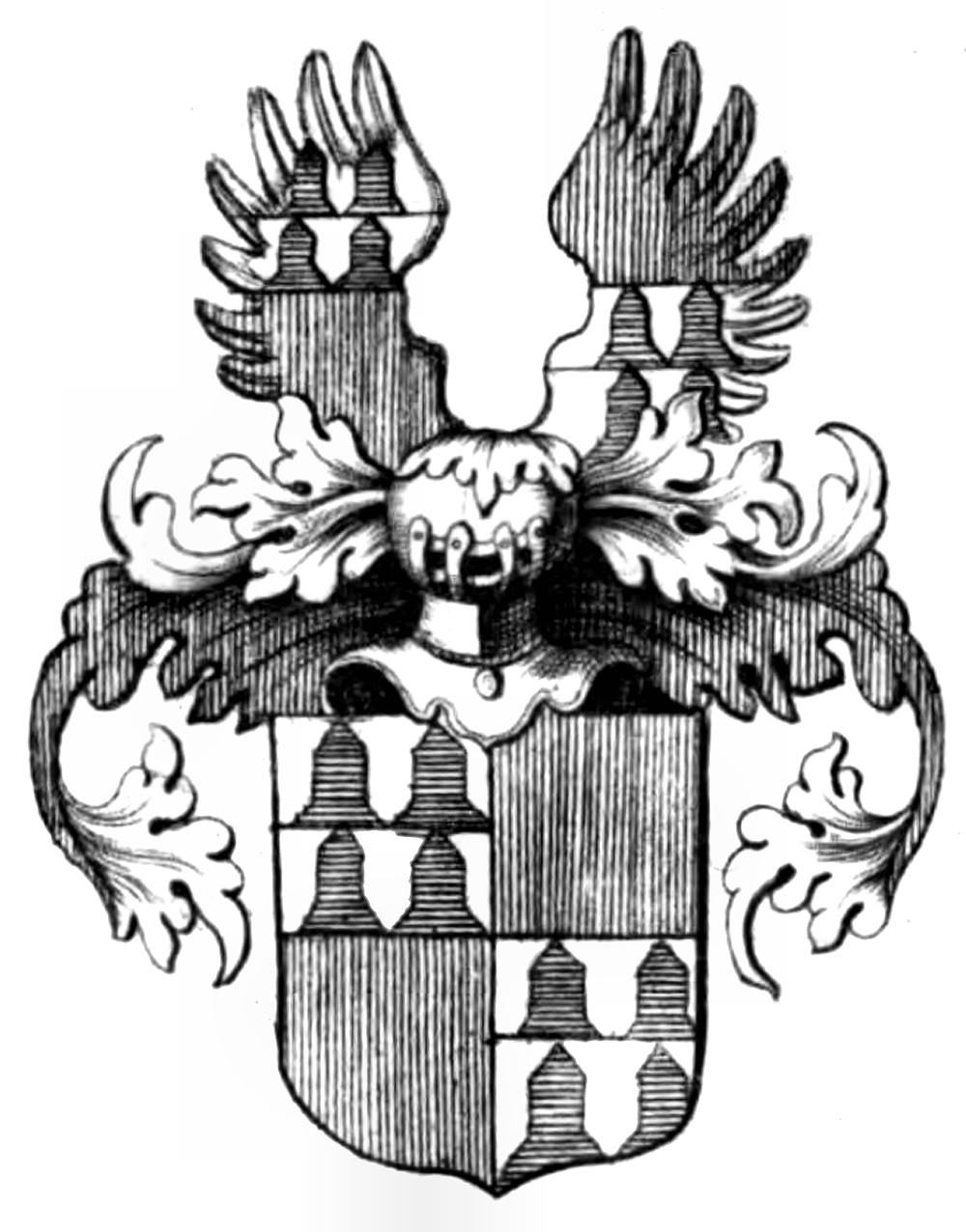
Wappen derer von Cronberg, Flügelstamm (aus Humbracht u. a., 1707)

Wappenschild der von Cronberg (Flügelstamm)

Wilhelm von Cronberg († 26. Januar 1609 in Aschaffenburg) war von 1607 bis zu seinem Tod 1609 Großbailli des Johanniterordens und in dieser Funktion für die Festungsanlagen in Malta verantwortlich. Er hatte zuvor noch andere Ämter im Johanniterorden inne und stand zudem als Kommendator mehreren Johanniterkommenden vor.

## Leben und Laufbahn
Der Stammsitz der Familie Cronberg lag in Kronberg im Taunus. Wilhelm von Cronberg entstammte dem zweitwichtigsten Zweig der Familie, dem sogenannten Flügelstamm.
Wilhelm wurde als Sohn des Kaspar von Cronberg und seiner Frau Margareta von Sötern geboren. Am 31. Mai 1578 erfolgte in Malta die Aufschwörung in den Johanniterorden. Auf der Reise nach Malta hatte er sich zuvor im April 1578 bei der Deutschen Nation der Universität Siena eingeschrieben. 1588 erhielt er die Kommenden Mainz und Nieder-Weisel, die er bis zu seinem Tod innehatte. Am 4. April 1605 stieg er zum Großkreuzträger auf und war bis 27. August 1605 Titular-Prior von Dacien, Schon am 27. August 1605 avancierte er zum Titular-Großprior von Ungarn und wurde schließlich am 10. Mai 1607 zum Großbailli des Johanniterordens gewählt. In dieser Funktion war er für die Aufsicht der Befestigungsanlagen in Malta verantwortlich. Für 1607 ist er zudem als Kommendator der Johanniterkommende in Rottweil nachgewiesen. Am 26. Januar 1609 starb er im Schloss Johannisburg in Aschaffenburg, der Residenz seines erzbischöflichen Verwandten Johann Schweikhard von Cronberg.